# Cerotti (Tiromancino)
Cerotti è un singolo del gruppo musicale italiano Tiromancino, pubblicato il 7 gennaio 2021 come secondo estratto dal tredicesimo album in studio Ho cambiato tante case.

## Descrizione
Il singolo fa parte della colonna sonora del film Morrison diretto da Federico Zampaglione.

## Video musicale
Il videoclip è stato pubblicato l'8 gennaio 2021 sul canale YouTube del gruppo e vede la partecipazione degli attori protagonisti del film tra cui Lorenzo Zurzolo, Carlotta Antonelli, Giovanni Calcagno, Giglia Marra, Adamo Dionisi e la cantante Alessandra Amoroso.

## Tracce
Testi di Federico Zampaglione, Flavio Pardini.
1. Cerotti – 3:52